# M75 (Машрік)
M75 — основний маршрут із півночі на південь у міжнародній мережі доріг Арабського Машріку, що проходить через долину Нілу в Єгипті. Дорога починається в Александрії, а потім пролягає через Каїр і Кену, Луксор до суданського кордону в Аргін.